# إولالون (كسانثي)
إولالون (Εύλαλον) هي مدينة في كسانثي في مقاطعة فوريا إلادا في اليونان.
يبلغ عدد سكانها حوالي 937 نسمة.